# Pleioneura griffithiana
Pleioneura griffithiana es la única especie del género monotípico Phrynella,  perteneciente a la familia de las cariofiláceas. Es originaria de Asia Central, donde se distribuye por Pamir-Alai, Irán, Afganistán, N. Pakistán. 

## Descripción
El rizoma carnoso (que huele a tabaco de pipa) se utiliza como un sustituto de jabón. Se llama "Zennah" en la Agencia Kurram y es una de las pocas hierbas que crecen debajo de los árboles de pino (Aitchison op. Cit).
Saponaria griffithiana ha sido reconocida en un separado género monotípico Pleioneura Rech. f. principalmente sobre la base de los nervios del cáliz. Hay 3 nervios en cada segmento del cáliz, con unas pocas ramas en la parte superior de la cáliz y   sólo después de la antesis (Rechinger, op. Cit. 1963).

## Taxonomía
Pleioneura griffithiana fue descrita por (Boiss.) Rech.f. y publicado en Botanische Jahrbücher für Systematik, Pflanzengeschichte und Pflanzengeographie 75: 357. 1951.
Sinonimia
- Saponaria corrugata Franch.
- Saponaria griffithiana Boiss.
- Saponaria silenoides H. Winkl.[2]